# Virtual Theatre
 (juin 2018).
Si vous disposez d'ouvrages ou d'articles de référence ou si vous connaissez des sites web de qualité traitant du thème abordé ici, merci de compléter l'article en donnant les références utiles à sa vérifiabilité et en les liant à la section « Notes et références ».
Virtual Theatre (que l'on peut traduire par théâtre virtuel) était un moteur de jeu conçu par Revolution Software pour créer facilement des jeux d'aventure pour ordinateur. Le moteur permettait à l'équipe de développement de programmer les événements par script, et de déplacer des sprites sur un arrière-plan dessiné avec des éléments mobiles en utilisant une interface de style pointer-et-cliquer.
Lors de la première publication du moteur dans Lure of the Temptress, il rivalisait avec des moteurs concurrents comme le moteur SCUMM de LucasArts, et le moteur Sierra's Creative Interpreter, grâce à son niveau basique d'intelligence artificielle, qui permettait aux personnages non-joueurs de parcourir le monde selon des trames apparemment aléatoires, en interagissant avec leur environnement.
Traditionnellement, dans les jeux d'aventure, les personnages non-joueurs étaient statiques et attendaient que les joueurs interagissent avec eux pour déclencher un événement.
Une autre fonctionnalité unique que ce moteur possédait permettait à tous les objets de l'écran d'être solides, ce qui faisait que les PNJ contournaient le joueur, et que ce dernier contournait à son tour tout objet barrant son chemin. La conséquence de toutes ces fonctionnalités, le moteur réussissait à créer un monde de jeu plus réaliste et plus réactif que ce que les moteurs précédents avaient été capable de faire.
Une critique qu'on pouvait faire au moteur était que les PNJ pouvaient, sans le savoir, bloquer un accès lorsque le joueur essayait de traverser la scène de jeu. Ce défaut a été corrigé d'une certaine manière dans Les Chevaliers de Baphomet, où les sprites des personnages ont été rendus transparents, de sorte que le protagoniste puisse traverser les personnages si ceux-ci bloquaient son chemin.
Cependant, Les Chevaliers de Baphomet ayant peu de personnages auxiliaires, cela arrivait rarement.